# Prêmio Goya de melhor atriz
O Prêmio Goya para Melhor Atriz Principal (Espanhol: Premio Goya a la mejor interpretación femenina protagonista) é um dos Prêmios Goya, outorgados anualmente pela Academia das Artes e Ciências Cinematográficas da Espanha. É entregue desde a primeira edição, realizada em 1987, sendo Amparo Rivelles a primeira a recebê-lo. A atriz que recebeu mais Prêmios Goya nesta categoria foi Carmen Maura, que conta com três premiações, seguida por Maribel Verdú, Penélope Cruz, Verónica Forqué, Lola Dueñas, Cecilia Roth e Emma Suárez, que contam cada uma com duas premiações.

## Vencedoras e indicadas

### Década de 1980
| Ano  | Vencedora e indicadas | Filme                                    | Personagem    |
| ---- | --------------------- | ---------------------------------------- | ------------- |
| 1987 | Amparo Rivelles       | Hay que deshacer la casa                 | Laura         |
| 1987 | Victoria Abril        | Tiempo de silencio                       | Dorita        |
| 1987 | Ángela Molina         | La mitad del cielo                       | Rosa          |
| 1988 | Verónica Forqué       | La vida alegre                           | Ana           |
| 1988 | Victoria Abril        | El Lute: camina o revienta               | Chelo         |
| 1988 | Irene Gutiérrez Caba  | La casa de Bernarda Alba                 | Bernarda Alba |
| 1989 | Carmen Maura          | Mujeres al borde de un ataque de nervios | Pepa          |
| 1989 | Victoria Abril        | Bâton Rouge                              | Ana Alonso    |
| 1989 | Ana Belén             | Miss Caribe                              | Alejandra     |
| 1989 | Ángela Molina         | Luces y sombras                          | -             |
| 1989 | María Fernanda D'Ocón | Caminos de tiza                          | -             |

### Década de 1990
| Ano  | Vencedora e indicadas   | Filme                                           | Personagem                   |
| ---- | ----------------------- | ----------------------------------------------- | ---------------------------- |
| 1990 | Rafaela Aparicio        | El mar y el tiempo                              | Abuela                       |
| 1990 | Victoria Abril          | Si te dicen que caí                             | Menchu / Ramona / Aurora Nin |
| 1990 | Ana Belén               | El vuelo de la paloma                           | Paloma                       |
| 1990 | Verónica Forqué         | Bajarse al moro                                 | Chusa                        |
| 1990 | Ángela Molina           | Las cosas del querer                            | Pepita                       |
| 1991 | Carmen Maura            | ¡Ay, Carmela!                                   | Carmela                      |
| 1991 | Victoria Abril          | Ata-me!                                         | Marina Osorio                |
| 1991 | Charo López             | Lo más natural                                  | Clara                        |
| 1992 | Sílvia Munt             | Alas de mariposa                                | Carmen                       |
| 1992 | Victoria Abril          | Amantes                                         | Luisa                        |
| 1992 | Maribel Verdú           | Amantes                                         | Trini                        |
| 1993 | Ariadna Gil             | Belle Époque                                    | Violeta                      |
| 1993 | Penélope Cruz           | Jamón, jamón                                    | Silvia                       |
| 1993 | Assumpta Serna          | El maestro de esgrima                           | Adela                        |
| 1994 | Verónica Forqué         | Kika                                            | Kika                         |
| 1994 | Carmen Maura            | Sombras en una batalla                          | Ana                          |
| 1994 | Emma Suárez             | La ardilla roja                                 | Lisa                         |
| 1995 | Cristina Marcos         | Todos los hombres sois iguales                  | Yoli                         |
| 1995 | Ana Belén               | La pasión turca                                 | Desideria Oliván             |
| 1995 | Ruth Gabriel            | Días contados                                   | Charo                        |
| 1996 | Victoria Abril          | Nadie hablará de nosotras cuando hayamos muerto | Gloria Duque                 |
| 1996 | Ariadna Gil             | Antártida                                       | María                        |
| 1996 | Marisa Paredes          | La flor de mi secreto                           | Leo Macías                   |
| 1997 | Emma Suárez             | El perro del hortelano                          | Diana                        |
| 1997 | Ana Torrent             | Tesis                                           | Ángela Márquez               |
| 1997 | Concha Velasco          | Más allá del jardín                             | Palmira Gadea                |
| 1998 | Cecilia Roth            | Martín (Hache)                                  | Alicia                       |
| 1998 | Julia Gutiérrez Caba    | El color de las nubes                           | Lola                         |
| 1998 | Maribel Verdú           | La buena estrella                               | Marina                       |
| 1999 | Penélope Cruz           | La niña de tus ojos                             | Macarena Granada             |
| 1999 | Cayetana Guillén Cuervo | El abuelo                                       | Doña Lucrecia Richmond       |
| 1999 | Leonor Watling          | La hora de los valientes                        | Carmen                       |
| 1999 | Najwa Nimri             | Os Amantes do Círculo Polar                     | Ana                          |

### Década de 2000
| Ano  | Vencedora e indicadas | Filme                                     | Personagem           |
| ---- | --------------------- | ----------------------------------------- | -------------------- |
| 2000 | Cecilia Roth          | Todo sobre mi madre                       | Manuela              |
| 2000 | Carmen Maura          | Lisboa                                    | Berta                |
| 2000 | Ariadna Gil           | Lágrimas negras                           | Isabel               |
| 2000 | Mercedes Sampietro    | Cuando vuelvas a mi lado                  | Gloria               |
| 2001 | Carmen Maura          | La comunidad                              | Julia                |
| 2001 | Icíar Bollaín         | Leo                                       | Leo                  |
| 2001 | Adriana Ozores        | Plenilunio                                | Susana Grey          |
| 2001 | Lydia Bosch           | You're the One (una historia de entonces) | Julia                |
| 2002 | Pilar López de Ayala  | Juana la Loca                             | Joana I de Castela   |
| 2002 | Nicole Kidman         | Os Outros                                 | Grace Stewart        |
| 2002 | Victoria Abril        | Sin noticias de Dios                      | Lola Nevado          |
| 2002 | Paz Vega              | Sólo mía                                  | Ángela               |
| 2003 | Mercedes Sampietro    | Lugares comunes                           | Liliana Rovira       |
| 2003 | Adriana Ozores        | La vida de nadie                          | Ágata                |
| 2003 | Ana Fernández         | Historia de un beso                       | Andrea               |
| 2003 | Leonor Watling        | A mi madre le gustan las mujeres          | Elvira               |
| 2004 | Laia Marull           | Te doy mis ojos                           | Pilar                |
| 2004 | Ariadna Gil           | Soldados de Salamina                      | Lola                 |
| 2004 | Sarah Polley          | Mi vida sin mí                            | Ann                  |
| 2004 | Adriana Ozores        | La suerte dormida                         | Amparo               |
| 2005 | Lola Dueñas           | Mar adentro                               | Rosa                 |
| 2005 | Penélope Cruz         | No te muevas                              | Italia               |
| 2005 | Pilar Bardem          | María querida                             | María Zambrano       |
| 2005 | Ana Belén             | Cosas que hacen que la vida valga la pena | Hortensia            |
| 2006 | Candela Peña          | Princesas                                 | Caye                 |
| 2006 | Emma Vilarasau        | Para que no me olvides                    | Irene                |
| 2006 | Nathalie Poza         | Malas temporadas                          | Ana                  |
| 2006 | Adriana Ozores        | Heroína                                   | Pilar                |
| 2007 | Penélope Cruz         | Volver                                    | Raimunda             |
| 2007 | Maribel Verdú         | O Labirinto do Fauno                      | Mercedes             |
| 2007 | Silvia Abascal        | La dama boba                              | Finea                |
| 2007 | Marta Etura           | AzulOscuroCasiNegro                       | Paula                |
| 2008 | Maribel Verdú         | Siete mesas de billar francés             | Ángela               |
| 2008 | Blanca Portillo       | Siete mesas de billar francés             | Charo                |
| 2008 | Belén Rueda           | O Orfanato                                | Laura                |
| 2008 | Emma Suárez           | Bajo las estrellas                        | Nines                |
| 2009 | Carme Elías           | Camino                                    | Gloria               |
| 2009 | Verónica Echegui      | El patio de mi cárcel                     | Isa                  |
| 2009 | Maribel Verdú         | Los girasoles ciegos                      | Elena López Reinares |
| 2009 | Ariadna Gil           | Solo quiero caminar                       | Aurora Rodríguez     |

### Década de 2010
| Ano  | Vencedora e indicadas | Filme                             | Personagem                 |
| ---- | --------------------- | --------------------------------- | -------------------------- |
| 2010 | Lola Dueñas           | Yo, también                       | Laura Valiente             |
| 2010 | Penélope Cruz         | Los abrazos rotos                 | Lena                       |
| 2010 | Maribel Verdú         | Tetro                             | Miranda                    |
| 2010 | Rachel Weisz          | Ágora (filme)\|Alexandria]]       | Hypatia                    |
| 2011 | Nora Navas            | Pa negre                          | Florència                  |
| 2011 | Belén Rueda           | Los ojos de Julia                 | Julia                      |
| 2011 | Emma Suárez           | La mosquitera                     | Alícia                     |
| 2011 | Elena Anaya           | Um quarto em Roma                 | Alba                       |
| 2012 | Elena Anaya           | La piel que habito                | Vera Cruz                  |
| 2012 | Verónica Echegui      | Katmandú, un espejo en el cielo   | Laia                       |
| 2012 | Salma Hayek           | La chispa de la vida              | Luisa Gómez                |
| 2012 | Inma Cuesta           | La voz dormida                    | Hortensia Rodríguez García |
| 2013 | Maribel Verdú         | Blancanieves                      | Encarna/La Madrastra       |
| 2013 | Penélope Cruz         | Venuto al mondo                   | Gemma                      |
| 2013 | Aida Folch            | El artista y la modelo            | Mercè                      |
| 2013 | Naomi Watts           | O Impossível                      | Maria                      |
| 2014 | Marian Álvarez        | La herida                         | Ana                        |
| 2014 | Inma Cuesta           | 3 bodas de más                    | Ruth                       |
| 2014 | Aura Garrido          | Stockholm                         | Ela mesmo                  |
| 2014 | Nora Navas            | Todos queremos lo mejor para ella | Geni                       |
| 2015 | Bárbara Lennie        | Magical Girl                      | Bárbara                    |
| 2015 | María León            | Marsella                          | Sara                       |
| 2015 | Macarena Gómez        | Musarañas                         | Montse                     |
| 2015 | Elena Anaya           | Todos están muertos               | Lupe                       |
| 2016 | Natalia de Molina     | Techo y comida                    | Rocío                      |
| 2016 | Inma Cuesta           | La Novia                          | Novia                      |
| 2016 | Penélope Cruz         | Ma ma                             | Magda                      |
| 2016 | Juliette Binoche      | Nadie quiere la noche             | Josephine Peary            |
| 2017 | Emma Suárez           | Julieta                           | Julieta Arcos              |
| 2017 | Carmen Machi          | La puerta abierta                 | Rosa                       |
| 2017 | Penélope Cruz         | La reina de España                | Macarena Granada           |
| 2017 | Bárbara Lennie        | María (y los demás)               | María                      |
| 2018 | Nathalie Poza         | No sé decir adiós                 | Carla                      |
| 2018 | Maribel Verdú         | Abracadabra                       | Carmen                     |
| 2018 | Emily Mortimer        | The Bookshop                      | Florence Green             |
| 2018 | Penélope Cruz         | Loving Pablo                      | Virginia Vallejo           |
| 2019 | Susi Sánchez          | La enfermedad del domingo         | Anabel Barnuevo            |
| 2019 | Penélope Cruz         | Todos lo saben                    | Laura                      |
| 2019 | Lola Dueñas           | Viaje al cuarto de una madre      | Estrella Hernández         |
| 2019 | Najwa Nimri           | Quién te cantará                  | Lila Cassen                |

### Década de 2020
| Ano  | Vencedora e indicadas | Filme                 | Personagem     |
| ---- | --------------------- | --------------------- | -------------- |
| 2020 | Belén Cuesta          | La trinchera infinita | Rosa Domínguez |
| 2020 | Penélope Cruz         | Dor e Glória          | Jacinta Mallo  |
| 2020 | Greta Fernández       | La hija de un ladrón  | Sara           |
| 2020 | Marta Nieto           | Madre                 | Elena          |